# 1,2-丁二醇
1,2-丁二醇（英語：1,2-Butanediol）是化学式为(HOCH2(HO)CHCH2CH3的二元醇，带有一个手性碳原子，常见的为外消旋混合物，物理性质为无色液体，工业上可由氢化1,2-环氧丁烷来制备。
这种二醇由夏尔-阿道夫·武尔茨于1859年首次描述。